# شارل-الی لاپروت
چارلز الی لاپروت (انگلیسی: Charles-Elie Laprévotte؛ زادهٔ ۴ اکتبر ۱۹۹۲) بازیکن فوتبال اهل فرانسه است.
از باشگاه‌هایی که در آن بازی کرده‌است می‌توان به باشگاه فوتبال استراسبورگ و باشگاه فوتبال فرایبورگ اشاره کرد.